# 首爾未來遺產

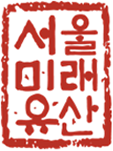
首尔未来遗产标志

首爾未來遺產是首尔市政府对首尔市内指定出值得保存的实体。可被指定的實體包括建筑物、餐馆、书籍、食物等。 該稱號自2012年就存在，並由首尔特别市厅维护至今。获認定的实体可从市政府獲得旅游支持、维修资金在內的多項津貼。 

## 描述
首尔是韩国首都，在近代史中经历多次重建，其汰舊換新的幅度堪稱驚人。但也有人認為首爾的都市特色，在光線亮麗的的設施、與不斷更迭的都更過程中消逝無蹤。首爾未來遺產的主旨，即在保護更多不起眼的历史建筑和实体。 
任何公民皆可提議增加︁首爾未來遺產應有的實體，但除了要通過未来遗产保护委员会审查外，也要獲得实体所有者同意。 
︁首爾未來遺產的成效一直頗具争议：有人认为其出发点良好，但發放的津貼不足；尤其在面臨租金成本上涨或都市更新時，更顯杯水車薪。清單对实体给予的保护會随着时间而有所变化。 2022年，有记者称首尔市长吴世勋在選舉期間放寬对老建築的保护規定，以解决首爾室內的住房问题。 

## 資料來源
1. 1 2 3  . The Korea Times. 2020-01-08  [2024-09-15]. （原始内容存档于2025-01-24） （英语）.
2. ↑  . The Korea Times. 2019-01-02  [2024-09-15]. （原始内容存档于2024-09-15） （英语）.
3. ↑  Kang, Seng-Hyun. . The Dong-A Ilbo. 2017-01-13  [2024-09-15] （英语）.
4. ↑  Yim, Hyun-su. . The Korea Herald. 2022-09-13  [2024-09-15]. （原始内容存档于2024-12-09） （英语）.